# Ken Maynard
Pour les articles homonymes, voir Maynard.
Ken Maynard (Vevay (Indiana), 21 juillet 1895 – Woodland Hills, 23 mars 1973 ), est un acteur américain.
Il a particulièrement joué dans des westerns B.

## Filmographie

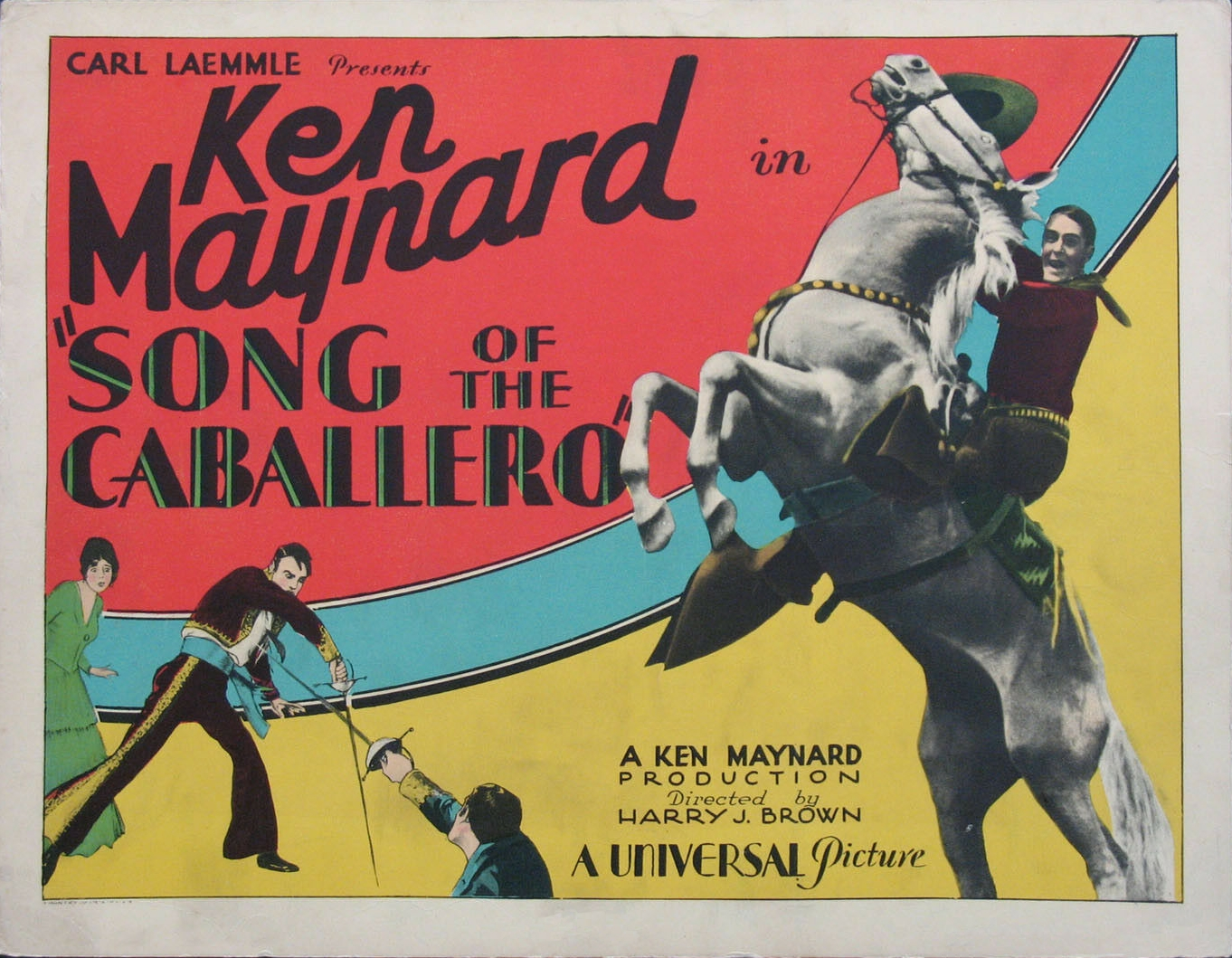
Ken Maynard dans Song of the Caballero (1930).

- 1923 : Brass Commandments de Lynn Reynolds : Bit Role
- 1923 : The Man Who Won : Conroy
- 1923 : The Gunfighter de Lynn Reynolds : Bit Role
- 1923 : Cameo Kirby
- 1923 : Somebody Lied
- 1924 : Janice Meredith : Paul Revere
- 1924 : $50,000 Reward (en) de Clifford S. Elfelt : Tex Sherwood
- 1925 : The Demon Rider : Billy Dennis
- 1925 : North Star : Noel Blake
- 1925 : Fighting Courage : Richard Kingsley
- 1926 : The Grey Vulture : Bart Miller
- 1926 : Haunted Range : Terry Bladwin
- 1926 : Senor Daredevil : Don Luis O'Flaherty
- 1926 : The Unknown Cavalier : Tom Drury
- 1927 : The Overland Stage : Jack Jessup
- 1927 : Frères dans la mort (Somewhere in Sonora) : Bob Bishop
- 1927 : The Land Beyond the Law : Jerry Steele
- 1927 : The Devil's Saddle : Harry Morrel
- 1927 : The Red Raiders : lieutenant John Scott
- 1927 : Gun Gospel : Granger Hume
- 1928 : The Wagon Show : Bob Mason
- 1928 : The Canyon of Adventure : Steven Bancroft
- 1928 : The Upland Rider : Dan Dailey
- 1928 : The Code of the Scarlet : Bruce Kenton
- 1928 : The Glorious Trail : Pat O'Leary
- 1928 : The Phantom City : Tim Kelly
- 1929 : Cheyenne : Cal Roberts
- 1929 : The Royal Rider : Dick Scott
- 1929 : The Lawless Legion : Cal Stanley
- 1929 : The California Mail : Bob Scott
- 1929 : The Wagon Master : The Rambler
- 1929 : Señor Americano : lieutenant Michael Banning
- 1930 : Parade of the West : Bud Rand
- 1930 : Lucky Larkin : 'Lucky' Larkin
- 1930 : The Fighting Legion : Dave Hayes
- 1930 : Le torrent justicier (en) (Mountain Justice) d'Harry Joe Brown : Ken McTavish
- 1930 : Song of the Caballero : Juan / El Lobo
- 1930 : Sons of the Saddle : Jim Brandon
- 1930 : Fighting Thru; or, California in 1878 : Dan Barton
- 1931 : Le Défilé du Diable : 'Blackie' Weed
- 1931 : Justiciers du Texas (Alias the Bad Man) de Phil Rosen : Ranger Ken Neville, posing as 'Red River' Gatnz
- 1931 : Le Tueur de l'Arizona (Arizona Terror) : The Arizonian
- 1931 : La Loi du ranch (Range Law) de Phil Rosen  : Hap Conners
- 1931 : Les Volontaires de la mort (Branded Men) : Rod Whitaker
- 1931 : The Pocatello Kid : The Pocatello Kid / shérif Jim Bledsoe
- 1932 : Sunset Trail (en) de Lesley Selander : Jim Brandon
- 1932 : Texas Gun Fighter : Bill Dane
- 1932 : Hell Fire Austin : Ken 'Hell-Fire' Austin
- 1932 : Whistlin' Dan : 'Whistlin' Dan Savage posing as Ed Black
- 1932 : Dynamite Ranch : Blaze Howell
- 1932 : Come On, Tarzan : Ken Benson
- 1932 : False Faces : Ken Maynard (Cameo in Nightclub Sequence)
- 1932 : Between Fighting Men : Ken
- 1932 : Tombstone Canyon (en) d'Alan James : Ken
- 1933 : Drum Taps : Ken Cartwright
- 1933 : Phantom Thunderbolt : Thunderbolt Kid
- 1933 : The Lone Avenger : Cal Weston
- 1933 : King of the Arena : Captain Ken Kenton, Texas Ranger
- 1933 : The Fiddlin' Buckaroo : Fiddlin
- 1933 : The Trail Drive : Ken Benton
- 1933 : Strawberry Roan : Ken Masters
- 1933 : Fargo Express : Ken Benton
- 1933 : Gun Justice : Ken Lance
- 1934 : Wheels of Destiny : Ken Manning
- 1934 : Honor of the Range : sherif Ken / frère Clem
- 1934 : Smoking Guns : Ken Masters, posing as Dick Evans
- 1934 : In Old Santa Fe de David Howard : Ken aka 'Kentucky'
- 1934 : Le Mystère du Colorado (en) (Mystery Mountain) d'Otto Brower : Ken Williams
- 1935 : Western Frontier : Ken Masters
- 1935 : Heir to Trouble : Ken Armstrong
- 1935 : Western Courage (en) de Spencer Gordon Bennet : Ken Baxter
- 1935 : Lawless Riders (en) de Spencer Gordon Bennet : Ken Manley
- 1936 : Heroes of the Range : Ken Smith - Posing as Lightnin' Smith
- 1936 : Avenging Waters : Ken Morley
- 1936 : The Cattle Thief (en) de Spencer Gordon Bennet : Ken
- 1936 : The Fugitive Sheriff (en) de Spencer Gordon Bennet : Ken Marshall
- 1937 : Boots of Destiny : Ken Crawford
- 1937 : Trailing Trouble : Friendly Fields / Blackie Burke
- 1938 : Whirlwind Horseman : Ken Morton
- 1938 : Six-Shootin' Sheriff : Jim 'Trigger' Morton
- 1939 : Flaming Lead : Ken Clark
- 1939 : Death Rides the Range : Ken Baxter
- 1940 : Phantom Rancher : Ken Mitchell
- 1940 : Lightning Strikes West : Lightning Ken Morgan
- 1943 : Wild Horse Stampede (en) d'Alan James : marshal Ken Maynard
- 1943 : The Law Rides Again (en) : U.S. Marshal Ken Maynard
- 1943 : Blazing Guns (en) de Robert Emmett Tansey : marshal Ken Maynard
- 1943 : Death Valley Rangers (en) de Robert Emmett Tansey : Ken Maynard
- 1944 : Westward Bound : Ken Maynard
- 1944 : Le Tourbillon de l'Arizona (Arizona Whirlwind) : Ken Maynard
- 1944 : Harmony Trail (en) de Robert Emmett Tansey : marshal Ken Maynard
- 1970 : Bigfoot : Mr. Bennett
- 1972 : The Marshal of Windy Hollow : Texas Ranger